# Marvin Hernaus
Marvin Hernaus (* 21. Jänner 2001 in Leoben) ist ein österreichischer Fußballspieler.

## Karriere
Hernaus begann seine Karriere beim ATUS Niklasdorf. 2010 wechselte er zum FC Proleb. Im März 2011 wechselte er zum DSV Leoben. Nach zwei Jahren bei Leoben kehrte er im April 2013 zu Proleb zurück. Im Jänner 2014 wechselte er in die Jugend des Grazer AK. Zur Saison 2014/15 wechselte er in die Akademie der Kapfenberger SV.
Im April 2016 stand er gegen den TuS Heiligenkreuz erstmals im Kader der damals viertklassigen Amateure der KSV, kam jedoch zu keinem Einsatz. Zur Saison 2016/17 rückte er in den Kader des ASC Rapid Kapfenberg, der Drittmannschaft der KSV. Zur Saison 2018/19 rückte Hernaus in den Kader der nun fünftklassigen Amateure von Kapfenberg.
Im September 2018 stand er gegen den SC Austria Lustenau erstmals im Profikader der KSV. Sein Debüt für die Profis in der 2. Liga gab er im April 2019, als er am 23. Spieltag der Saison 2018/19 gegen den FC Blau-Weiß Linz in der 89. Minute für Johannes Felsner eingewechselt wurde. Nach der Saison 2020/21 verließ er die KSV und wechselte zum Ligakonkurrenten SV Lafnitz, bei dem er einen bis Juni 2023 laufenden Vertrag erhielt. Für Lafnitz kam er in der Saison 2021/22 zu 13 Zweitligaeinsätzen.
Zur Saison 2022/23 wechselte er innerhalb der Liga leihweise zum Floridsdorfer AC. Für den FAC kam er zu 21 Zweitligaeinsätzen während der Leihe. Zur Saison 2023/24 kehrte er dann nicht mehr nach Lafnitz zurück, sondern wechselte zum Regionalligisten SV Allerheiligen. Mit Allerheiligen stieg er aus der Regionalliga ab.
Daraufhin wechselte er zur Saison 2024/25 zum Regionalligisten SC Weiz und wurde dort mit 26 Treffern zum Torschützenkönig der Regionalliga Mitte. Im Endklassement belegte er mit der Mannschaft den sechsten Tabellenplatz.

## Erfolge
- Torschützenkönig der Regionalliga Mitte: 2024/25 (26 Tore; SC Weiz)